# Volonne
Volonne é uma comuna francesa na região administrativa da Provença-Alpes-Costa Azul, no departamento dos Alpes da Alta Provença. Estende-se por uma área de 24,61 km². Em 2010 a comuna tinha 1 680 habitantes (densidade: 68,3 hab./km²).